# Karl von Ranisch
Karl Friedrich Ranisch, seit 1871 von Ranisch (* 5. Januar 1815 in Gumbinnen; † 12. Dezember 1873 in Potsdam) war ein preußischer Generalmajor und Kommandeur der 20. Infanterie-Brigade.

## Leben

### Herkunft
Karl war ein Sohn des preußischen Rittmeisters Friedrich Ranisch (1765–1848) und dessen Ehefrau Katharina Juliane, geborene Klein.

### Militärkarriere
Ranisch besuchte das Gymnasium in Gumbinnen sowie die Kadettenhäuser in Kulm und Berlin. Anschließend wurde er am 8. August 1832 als Portepeefähnrich dem 1. Infanterie-Regiment der Preußischen Armee überwiesen und avancierte Mitte Februar 1834 zum Sekondeleutnant. Ab Mai 1840 war er für zwei Jahre als Erzieher zum Kadettenhaus Berlin kommandiert. Anschließend stieg er zum Adjutanten des Füsilier-Bataillons auf. Es folgten verschiedene Kommandierungen als Adjutant. Zunächst bei der 2. Landwehr-Brigade, dann bei Generalmajor von Koch, dem Kommandeur einer Truppenabteilung in und um Frankfurt am Main, wieder bei der 2. Landwehr-Brigade, bei der 3. mobilen Division, erneut bei der 2. Landwehr-Brigade und schließlich bei der 1. Division. Nach seiner Beförderung zum Hauptmann trat Ranisch am 9. Dezember 1852 als Kompaniechef in seinem Stammregiment in den Truppendienst zurück. Bis Ende Juni 1864 stieg er zum Oberstleutnant auf und war für die Dauer der Mobilmachung anlässlich des Deutschen Krieges Kommandeur des 1. Garde-Landwehr-Regiments. Bei der Demobilisierung wurde er am 17. September 1866 seinem Stammregiment aggregiert und drei Tage später zum Oberst befördert sowie mit dem Kronen-Orden III. Klasse ausgezeichnet. Am 30. Oktober 1866 erfolgte seine Versetzung als Kommandeur des neuerrichteten Infanterie-Regiments Nr. 73 nach Münster. In dieser Eigenschaft erhielt Ranisch anlässlich des Ordensfestes im Januar 1869 den Roten Adlerorden III. Klasse mit Schleife.
Mit der Mobilmachung anlässlich des Krieges gegen Frankreich übernahm Ranisch am 18. Juli 1870 das Kommando über die 2. Landwehr-Brigade, mit der er sich an der Einschließung von Metz und Soissons beteiligte. Er erhielt das Eiserne Kreuz II. Klasse, wurde am Tag der Kaiserproklamation in Versailles zum Generalmajor befördert und am 20. März 1871 zum Kommandeur der 20. Infanterie-Brigade in Posen ernannt. Ausgezeichnet mit dem Mecklenburgischen Militärverdienstkreuz II. Klasse wurde Ranisch beim Einzug der Truppen in Berlin am 16. Juni 1871 durch Kaiser Wilhelm I. in erblichen preußischen Adelsstand erhoben. Er nahm am 10. Februar 1872 seinen Abschied mit Pension und starb am 12. Dezember 1873 in Potsdam.

### Familie
Ranisch heiratete am 23. Juni 1854 in Trempen Friederike von Below (1823–1900), eine Tochter des Generalleutnants Theodor von Below. Das Paar hatte einen Sohn und eine Tochter.